# Plectranthus steenisii
Plectranthus steenisii là một loài thực vật có hoa trong họ Hoa môi. Loài này được H.Keng miêu tả khoa học đầu tiên năm 1969.